# Monetaria caputserpentis
Monetaria caputserpentis is een slakkensoort uit de familie Cypraeidae. De wetenschappelijke naam van de soort werd gepubliceerd in 1758, als Cypraea caputserpentis, door Carl Linnaeus in de tiende editie van Systema naturae.

## Beschrijving
De basiskleur van de schelp is roodbruin, met veel witachtige stippen op de bovenkant van de dorsum, die soms een duidelijke lengtelijn vertoont. De onderkant is lichtbeige.

## Verspreiding en leefgebied
Deze kauri-soort komt voor in de Rode Zee, de Indische Oceaan, de tropische Indo-Westelijke Stille Oceaan, Australië en de Filipijnen. Deze zeeslak leeft op koralen, rotsriffen en rotsachtige kusten van het intergetijdengebied tot een diepte van 200 meter.